# Equipament militar individual
L'equipament militar individual és la suma d'estris o complements que el militar transporta o duu a sobre, exceptuats l'uniforme i les armes. Lògicament, té com a concreció principal la versió de campanya, o equipament individual de campanya. Almenys del segle xviii ençà, l'equipament està estandarditzat mitjançant normes tan rigoroses com les aplicades als uniformes, les insígines, l'armament, etc.
No cal dir, l'equipament militar individual ha variat enormement al llarg de la història. La concepció actual del que constitueix l'equipament militar individual es defineix i estabilitza, en els grans trets, en el segle xvii, en consolidar-se el model d'armament individual (entorn d'armes de foc combinades amb baioneta), així com el model vestimentari masculí de tres peces i lligadura. De llavors ençà s'hi han produït canvis tècnico-estilístics substancials, però sempre entorn d'uns mateixos elements bàsics.

## Equipament de campanya tradicional: tropa
L'equipament individual de campanya propi de la tropa, en concret, d'ençà del segle xvii es basa en un conjunt de corretges (corretjam), horitzontals, verticals o en diagonal, que sostenen o cenyeixen les altres peces; avui com llavors, consta bàsicament de les peces següents:
- talabard entorn de la cintura, o bé baldric en bandolera, per a penjar-ne l'espasa o sabre i la baioneta; a mitjan segle xix tant talabard com baldric foren substituïts definitivament pel cinturó;
- bandolera per a penjar-ne la cartutxera; se n'havia dut una, travessada amb el baldric, o bé dues de creuades sobre el pit; a mitjan segle xix les bandoleres travessades foren substituïdes per cingles verticals;
- cinturó, dut per a transportar-hi les cartutxeres, penjar-ne armes de mà (beina de sabre, pistolera o funda d'arma de foc curta) i la baioneta, i també per a cenyir peces superiors llargues com el capot i la guerrera;
- cartutxeres per a dur la munició a l'abast de la mà; d'ençà mitjans segle xx la funció de la cartutxera passa a fer-la el portacarregadors;
- cingles verticals de suport del cinturó, per a equilibrar l'equipament tot distribuint-ne el pes;
- sarró, dut a un costat, penjant d'una corretja (bandolera), i contenint usualment racions d'aliment, carmanyola amb coberts, etc.;
- motxilla, duta penjant a l'esquena, per a transportar recanvi de roba, manta, estris personals i de neteja de l'arma, munició, més modernament tenda de campanya i sac de dormir, etc.;
- algun tipus de cantimplora o equivalent, penjant del sarró, de la motxilla o del cinturó;
- en molts períodes, pala per a cavar trinxeres, adjunta a la motxilla o penjant del cinturó.

D'ençà inicis del segle XX ha esdevingut habitual d'afegir-hi màscara antigàs, dins una bossa penjant en bandolera (a manera de sarró) o annexa al cinturó, a les cingles o a la motxilla. A partir de la segona postguerra mundial encara s'hi afegeix una altra bossa de tipus similar: el portagranades.
Aquesta configuració ha conegut nombroses variants, és clar; en serien exemples l'ús peculiar de les cingles en l'exèrcit alemany fins al 1939, i l'ús especial de les motxilles als exèrcits britànic i estatunidenc a partir del segle xx.

## Equipament de campanya tradicional: oficialitat
Tradicionalment els oficials s'armaven de sabre i, més endavant, també d'arma de foc curta, però no de fusell, amb què duien un equipament de campanya més senzill; essencialment, un talabard o un baldric, després substituïts per un cinturó amb els estoigs (beina, funda) corresponents a llurs armes de mà; s'hi podien afegir sarró, i també complements com cartera portadocuments (per a mapes, per exemple) i, modernament, binocles de campanya. Durant la primera meitat del segle XX aquest model d'equipament d'oficial prengué la forma paradigmàtica de cinturó Sam Browne.

## Materials
Pel que fa al material, tradicionalment el corretjam i les cartutxeres eren de cuir o de pell, en color natural o tenyit de negre; la motxilla i el sarró eren de roba.
El 1908 l'exèrcit britànic revolucionà el camp de l'equipament individual de campanya en fabricar-lo tot d'un teixit de malla elàstica, l'anomenat webbing (cotó premsat), en el color de l'uniforme, que resultava molt més pràctic i barat, i amb el qual tot l'equipament anava connectat, de manera que podia posar-se i treure's ràpidament, com si fos una sola peça. A partir de la segona postguerra mundial la pràctica totalitat d'exèrcits del món adoptaren equipaments en teixit de cotó premsat (webbing), el qual forma la base dels usats actualment, en general de teixits sintètics com la cordura.

## Equipament de campanya: darreres tendències
Vora el model tradicional d'equipament de campanya basat en cinturó i cingles, a partir dels anys vuitanta s'han populatitzat dos altres sistemes alternatius:
- d'una banda, el portaequipament pectoral, joc de cingles i cartutxeres (o portacarregadors) tot d'una peça, generalment rematant just sota el pit. Així, el soldat duu l'equipament posat, en comptes de penjant, i pot posar-se'l i treure-se'l com si fos una armilla. Endemés, estalvia l'ús de cinturó (el qual, de tota manera, pot dur-se per a cenyir la peça superior i dur-hi pistolera, etc.). Aquest tipus d'equipament sorgí a la Xina als anys cinquanta, en versió molt simple (poc més que una canana horitzontal amb dos tirants), es popularitzà en les dècades següents entre les guerrilles antiimperialistes del Tercer Món (del Vietnam a Palestina), i finalment fou adaptada per certs exèrcits euròpids (Israel --equipament Ephod, 1977--, Sud-àfrica, alguns de l'OTAN) en versió sofisticada i amb teixits sintètics (niló, per exemple), amb què pren l'aspecte definitiu de clàssic corretjam de cotó premsat (webbing), però descansant a mig tronc i no a la cintura. És el sistema conegut en anglès com a chest rig o load-bearing equipment.[3]

- d'altra banda, l'armilla portaequipament, una armilla pròpiament dita, dotada de multitud de butxaques amb funció de cartutxeres o portacarregadors, on es desen la munició i la major part de peces d'equipament. Es pot combinar amb cinturó (on s'encabeixen o d'on pengen les peces més voluminoses, com ara la pistolera, la pala plegable i la cantimplora). Com en el cas anterior, aquest sistema permet dur l'equipament posat, en comptes de penjant, i facilita a l'extrem de posar-se'l i treure-se'l.[4] És el sistema conegut en anglès com a load-carrying vest o load-bearing vest.[5]

En general, els exèrcits que usen armilla portaquipament la duen, bé directament sobre l'uniforme, bé per damunt de l'armilla antibales (vegeu més avall); és el cas de les forces armades estatunidenques i britàniques, per exemple. Emperò, també existeixen armilles antibales que són alhora armilles porteaquipament; el model fundacional i paradigmàtic d'aquest tipus d'armilla és l'israelià AC-7 (1985). Avui dia, però, les butxaques fixes o cosides hi semblen cosa del passat: a partir del 2001, amb l'àmplia divulgació del sistema modular MOLLE (EUA, 1997), a base de tires de velcro que recobreixen les peces superiors, es poden adherir a plaer accessoris d'equipament diversos sobre qualsevol punt de la superfície de portaequipaments pectorals, armilles portaequipament, armilles antibales i, fins i tot, motxilles.
Ha estat, també, a partir de la dècada de 1980, que s'ha accelerat la tecnificació de l'equipament militar de campanya, en generalitzar-se l'ús de peces noves com armilla antibales (amb funcions d'autèntica cuirassa), ulleres de visió nocturna, sistema de radiotransmissió, etc. Això, juntament amb la sofisticació de l'armament i, fins i tot, de la roba usada per als uniformes (ara amb qualitats antiesquinç, ignífugues, impermeables, antiinfraroigs, etc.), ha mutiplicat la despesa militar de manera desbocada. Així, i segons un report emès pel Departament de Defensa dels EUA el 2008, equipar completament un soldat d'infanteria dels EUA costava una mitjana de 170 dòlars durant la Segona Guerra Mundial; de 1.112 dòlars durant la Guerra del Vietnam; i de 17.472 dòlars entorn del 2008; encara s'hi preveia que en una o dues dècades aquest cost mitjà pot elevar-se a un mínim de 28.000 i un màxim de 66.000 dòlars.

## Altre equipament individual: diari, passeig, gala
Per descomptat, l'equipament altre que de campanya era i és molt més senzill, i generalment del mateix tipus per a tots els graus. En l'uniforme de diari pot reduir-se al cinturó, o al cinturó amb cingles. En l'uniforme de passeig o eixida ha estat habitual de dur cinturó de cuir amb la guerrera o el capot; en les darreres dècades el més corrent és dur-hi un cinturó de roba del color de l'uniforme (de què és part integrant), o bé anar sense cinturó. En l'uniforme de gala amb armes pot comparèixer el corretjam de campanya, o una reproducció en cuir tenyit de blanc, usualment sense les peces complementàries.
Entre la tropa, en cas de traslladament, permís, etc. (és a dir, en uniforme d'eixida), els articles personals acostumen de dur-se a coll en un sac d'estil mariner.